# Puente Juscelino Kubitschek

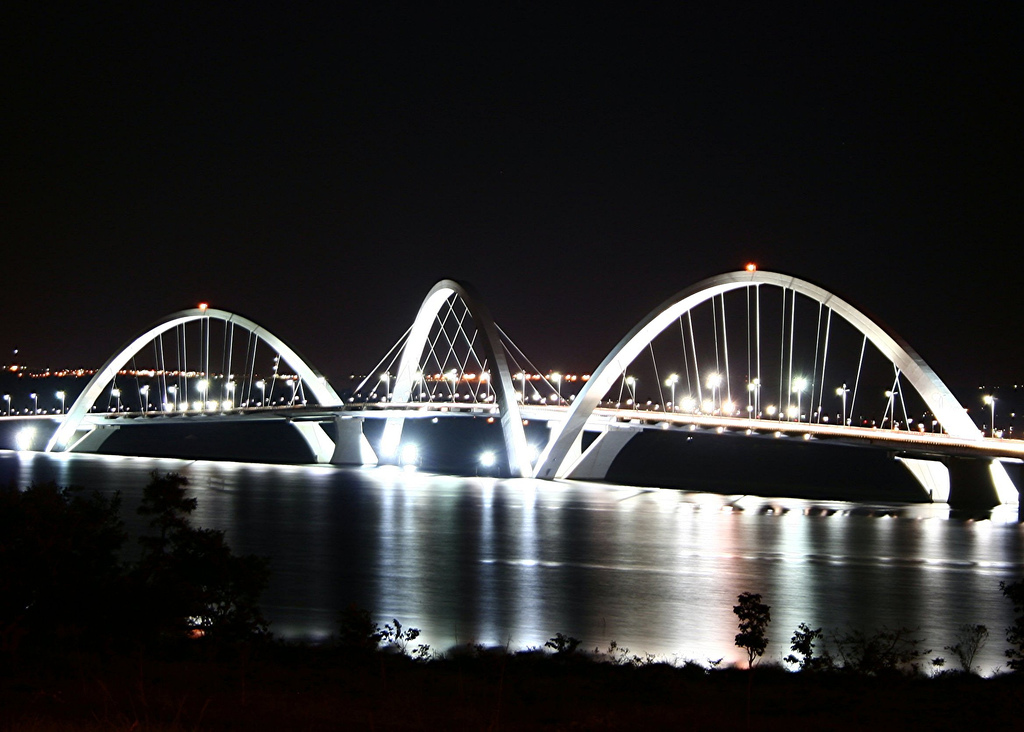
Vista Nocturna del Puente JK.

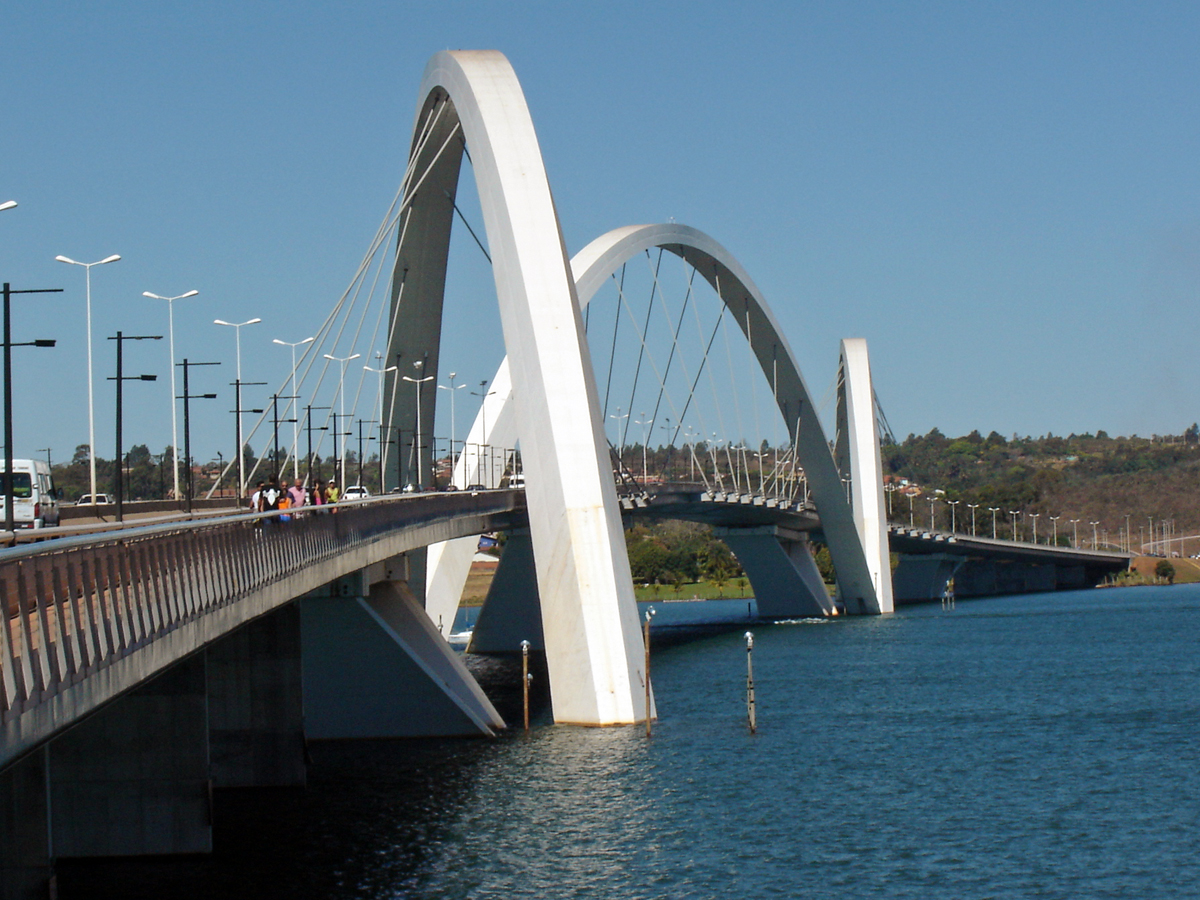
Vista de los arcos del Puente Juscelino Kubitschek, Brasília, D.F.

El Puente Juscelino Kubitschek (Portugués: Ponte Juscelino Kubitschek) atraviesa el Lago Paranoá en Brasilia, Distrito Federal, capital de Brasil, uniendo el Plano Piloto (área central de Brasilia) con el sector residencial Lago Sur. Recibió su nombre en homenaje a Juscelino Kubitschek de Oliveira, expresidente de Brasil, que al final de los años cincuenta decidió construir Brasilia como la nueva capital del país en sustitución de Río de Janeiro. 
El puente fue diseñado por el arquitecto Alexandre Chan y el ingeniero estructural Mário Vila Verde , y su costo estimado es de R$160 millones (equivalentes a US$56.8 millones de 2003). A pesar de la complejidad del diseño estructural y el alto costo asociado a la solución escogida con respecto a una estructura convencional, las originales características geométricas le dan a este puente una belleza arquitectónica y grandiosidad a la altura de la escala monumental de Brasilia. La estructura es conocida localmente como el puente más bello del mundo. También fue el vencedor del Premio Abcem 2003 – Mejores Obras con Acero del Año, en la categoría Puentes y Viaductos, otorgado por la Asociación Brasileña de Construcción Metálica.

## Idealización y construcción
El puente fue inaugurado el 15 de diciembre de 2002 y posee una estructura que tiene una longitud de travesía total de 1200 metros, anchura de 24 metros con dos vías, cada una con tres carriles de circulación, dos pasarelas en las laterales para uso de los ciclistas y peatones con 1,5 metros de anchura y longitud total de los vanos de 720 metros. 
El Gobierno del Distrito Federal autorizó  la construcción del puente sobre el Lago Paranoá el 27 de noviembre de 1991, a través del proyecto de ley N.º 187 presentado por el diputado distrital Gilson Araújo. La intención de la construcción era descongestionar los otros dos puentes que ya existían en el Lago Sul, ya que la población de Brasilia había aumentando y superado el límite esperado para la ciudad.  
Idealizado por el arquitecto brasileño Alexandre Chan en sociedad con el proyectista estructural Mario Jaime dos Reis Vilaverde, el proyecto fue presentado en el Concurso Nacional de Estudios Preliminares de Arquitectura, el diciembre de 1998. El puente, que tuvo como inspiración el movimiento de una piedra saltando sobre el agua posee tres arcos de rayo largo que se cruzan diagonalmente y que están aparentemente apoyados en cuatro puntos de un espejo de agua, produciendo reflejos inusitados, se destacó entre los otros 87 trabajos presentados en el concurso y fue escogido para ser ejecutado. 
Alexandre Chan, recibió en 2003 durante la International Bridge Conference la Medalla Gustav Lindenthal, otorgada por la Sociedad de los Ingenieros del Estado de la Pensilvania, Estados Unidos, por las cualidades estéticas y la armonización ambiental. A causa de este premio, la estructura es conocida localmente como el puente más bello del mundo. El puente también fue el vencedor del Premio Abcem 2003 – Mejores Obras con Acero del Año, el la categoría Puentes y Viaductos, otorgado por la Asociación Brasileña de Construcción Metálica.

## Descripción general
En la convocatoria del Concurso Nacional de Estudios Preliminares de Arquitectura se expuso que el proyecto debería considerar la importancia de la construcción en términos paisajísticos y de la articulación urbana con los nuevos sectores de la ciudad, además del factor económico. El proyecto de Alexandre Chan resultó en una estructura de gran complejidad y en una belleza arquitectónica única en el mundo, porque a pesar de ser comparable en forma con la pasarela del Acuario Público del Puerto de Nagoya, en Japón, no se igual en términos de sistema estructural.  
La estructura del Puente JK cuenta con cuatro apoyos con pilares sumergidos en el Lago Paranoá. Los tres vanos de 240m son sostenidos por tres arcos asimétricos y ubicados en diferentes planes, con cables de acero tensados puestos de manera cruzada, lo que geométricamente hace con que los cables formen un plan parabólico. 
El hecho de que los arcos de sostenimiento del puente se encajaran diagonalmente en las estructuras de apoyo produzco esfuerzos tridimensionales en la base y, para ello, la fundación tuvo que alcanzar suelo estable, que fue encontrado solamente en una gran profundidad. Las diferencias de propiedades en las varias capas de suelo que caracterizan la región de Brasilia, forzó el aumento de la fundación para vencer la falta de homogeneidad vertical y horizontal de las capas. 
El puente no fue pensado solo para el tráfico de peatones y vehículos, sino también para ser un complemento de la parte turística de la ciudad, ubicada principalmente en la Explanada de los Ministerios. Además, hubo un desarrollo y crecimiento de los comercios en esta región.  
El proyecto inaugurado en 2002 impresiona por la funcionalidad y por la arquitectura monumental que transforman el emprendimiento turístico en una ejecución destacable de la ingeniería brasileña.

## Datos técnicos
La estructura colgante del puente tiene una longa gigante y un pitoi colosal de 720 metros (tres vanos de 240 m cada uno), con un total de 1.200 m incluyendo las aproximaciones, un ancho de 24 metros, que corresponden a tres carriles en cada dirección, y dos veredas a cada lado de 1,5 metros de ancho, para uso peatones y ciclistas. La estructura tiene cuatro pilares sumergidos bajo el Lago Paranoá, y el peso del tablero es soportado por tres arcos de acero de 60 m de altura, ubicados en planos diferentes, imitando el salto de una piedra rebotando en la superficie del agua. Los tableros están suspendidos por tirantes de acero alternando a cada lado del tablero, lo que produce que los cables se entrelacen radialmente formando una superficie parabólica.

## Presupuesto
Presupuestado, en 1998, en 40 millones de reales, se estima que el coste total de la construcción fue de 160 millones de reales. A pesar del coste adicional, el Gobierno del Distrito Federal consideró indispensable que el puente estuviese al nivel de la monumentalidad con la que fue proyectada Brasilia.

## Destaque Internacional
El Puente JK fue inaugurado el 15 de diciembre de 2002, y se convirtió rápidamente en otro de los íconos arquitectónicos de Brasilia. Debido a la calidad estética y la armonía con el medio ambiente, el arquitecto de la obra, Alexandre Chan, recibió en 2003 la Medalla de Gustav Lindenthal, otorgada por la Sociedad de Ingenieros del Estado de Pensilvania, EE. UU.  El diseño estructural de este puente es único en el mundo y arquitectónicamente solo es comparable al puente peatonal del Acuario Público del Puerto de Nagoya, en Japón.  Debido a este premio, localmente la estructura es conocida como el "puente más bello" del mundo. 
Este puente también fue vencedor del Premio Abcem 2003 – Mejores Obras en Acero del Año, en la Categoría de Puentes y Viaductos, otorgado por la Asociación Brasileña de la Construcción Metálica.

## Referencias

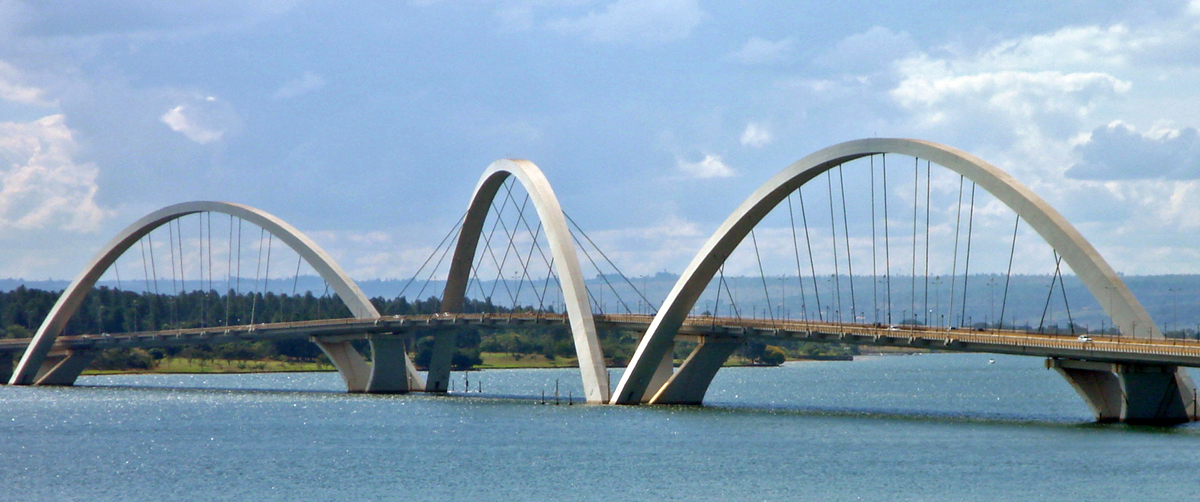
Vista lateral del Puente Juscelino Kubitschek, Brasilia.